# 洛斯皮塔莱
洛斯皮塔莱（法語：Lhospitalet，法語發音：[lɔspitalɛ]）是法国洛特省的一个市镇，属于卡奥尔区。

## 地理
洛斯皮塔莱（44°21'40"N, 1°24'29"E）面积14.65 平方千米，位于法国奧克西塔尼大區洛特省，该省份为法国西南部内陆省份，北起顺时针与科雷兹省、康塔爾省、阿韦龙省、塔恩-加龙省、洛特-加龍省和多尔多涅省接壤。
与洛斯皮塔莱接壤的市镇（或旧市镇、城区）包括：丰塔讷、拉巴斯蒂德马尔纳克、勒蒙塔。

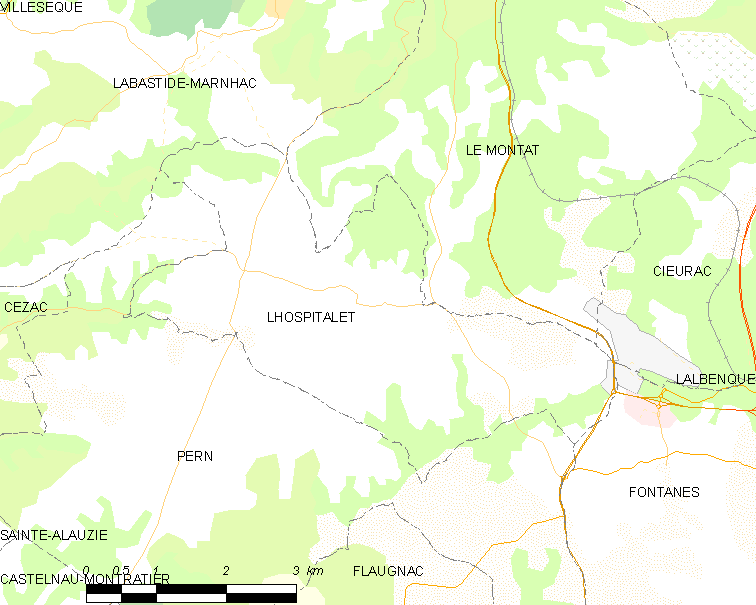
洛斯皮塔莱的OSM定位图

洛斯皮塔莱的时区为UTC+01:00、UTC+02:00（夏令时）。

## 行政
洛斯皮塔莱的邮政编码为46170，INSEE市镇编码为46172。

## 政治
洛斯皮塔莱所属的省级选区为南凯尔西边区县。

## 人口

1962-2008年间洛斯皮塔莱人口变化图示

洛斯皮塔莱于2022年1月1日时的人口数量为499人。